# Mucuna discolor
Mucuna discolor är en ärtväxtart som beskrevs av Elmer Drew Merrill och Lily May Perry. Mucuna discolor ingår i släktet Mucuna och familjen ärtväxter. Inga underarter finns listade i Catalogue of Life.